# راگبی مینی
راگبی مینی (به انگلیسی: Mini rugby) شکلی از انواع راگبی است. مینی راگبی به عنوان ورزشی برای تشویق کودکان به انجام بازی راگبی شناخته می‌شود. توپ و زمین این ورزش نسبت به انواع دیگر راگبی کوچک تر می‌باشد . این ورزش در سال ۱۹۷۰ در انگلستان ابداع شد.